# Tysiąc klownów
Tysiąc klownów – amerykański film fabularny z 1965 roku w reżyserii Freda Coe'a.

## Fabuła
Dwunastoletni Nick mieszka razem ze swoim wujem, Murrayem, który ciągle żyje przeszłością i różnymi złudzeniami, przez co nie wykazuje dużego zainteresowania siostrzeńcem. Opieka społeczna chce odebrać wujowi chłopca i wysyła do ich domu swoją przedstawicielkę, dr. Sandrę Markovitz. Zakochuje się ona w oderwanym od rzeczywistości mężczyźnie.
Sytuacja zaczyna się komplikować.

## Obsada
- Jason Robards jako Murray Burns
- Barry Gordon jako Nick
- Barbara Harris jako Sandra Markowitz
- Martin Balsam jako Arnold Burns
- Gene Saks jako Leo Herman

oraz
- John McMartin jako mężczyzna w biurze

## Nagrody i nominacje
Oscary 1965:
- wygrana w kategorii Najlepszy aktor drugoplanowy dla Martina Balsama
- nominacja: Najlepszy film
- nominacja: Najlepszy scenariusz adaptowany dla Herby Gardner
- nominacja: Najlepsza muzyka, dobór, adaptacja i jej ujęcie dla Dona Walkera
Złote Globy 1965:
- nominacja: Najlepsza komedia lub musical
- nominacja: Najlepszy aktor w komedii lub musicalu dla Jasona Robardsa
- nominacja: Najlepsza aktorka w komedii lub musicalu dla Barbary Harris
Amerykańska Gildia Scenarzystów 1966:
- wygrana w kategorii Najlepszy scenariusz komedii dla Herby Gardner
Amerykańskie Stowarzyszenie Montażystów 1966:
- nominacja: Najlepszy montaż filmu fabularnego dla Ralpha Rosenbluma